# Жгенти, Тенгиз Гигоевич
Жгенти Тенгиз Гигоевич (груз. თენგიზ გიგოს ძე ჟღენტი; 15 (27) января 1887 года, с. Дабла-Цихе, Кутаисская губерния — 24 мая 1937 года, Тбилиси) — российский революционер, советский государственный и партийный деятель.

## Биография
Тенгиз Жгенти родился в селе Дабла-Цихе в семье обедневшего дворянина. Активно участвовал в революционном движении крестьян в Гурии, проводил партийную работу в Батуми, Чиатуре, Кобулети, Кутаиси. В 1903 вступил в РСДРП. Подвергался репрессиям со стороны царских властей.
После Февральской революции 1917 один из организаторов Советов солдатских депутатов в Кавказской армии.
После революции, с октября 1917, член Кавказского областного комитета РСДРП(б). В 1918—1919 работал на Украине: с 1918 член Одесского революционного комитета, в 1919 военком и начальник гарнизона Елисаветграда, в конце 1919 военком Одессы.
С конца 1919 участвовал в подготовке вооруженных восстаний против мусаватистов в Азербайджане и меньшевиков в Грузии.
В 1921—1922 ответственный секретарь (первый секретарь) Аджарского областного комитета КП(б) Грузии. Одновременно с 15.11.1921 — 10.01.1922 председатель Революционного комитета Аджаристана.
Занимал должность заведующего отделом истории партии ЦК КП(б) Грузии.
Секретарь Всегрузинского Центрального Исполнительного комитета.
15 мая 1937 г. на Бюро ЦК снят с должности.
24 мая 1937 года он оставил два предсмертных письма (Берии и родным) и застрелился.